# Jane Kelly
Jane Kelly (nascida a 7 de Maio de 1956) é uma jornalista, escritora  e artista britânica, afiliada ao grupo artístico do Stuckismo. 
Foi jornalista para o Daily Mail durante 15 anos, entrevistando para o jornal personalidades como Hillary Clinton, Jack Nicholson, Russell Crowe, George Clooney, Michael Portillo, Tony Benn, Jeffrey Archer, Edwina Curry, Scarlett Johansson, Arthur Scargill, Vanessa Redgrave e Elizabeth Taylor.  Foi despedida do jornal após a sua pintura  "  If We Could Undo Psychosis 2 " ter sido  exibida  na Walker Gallery em Liverpool em setembro de 2004.

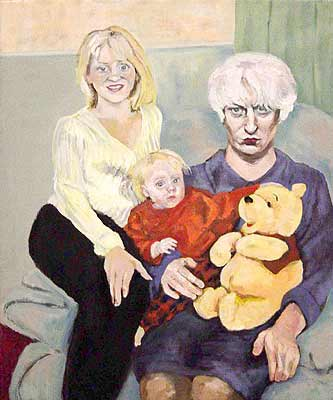
"If We Could Undo Psychosis 2". A figura da direita é Myra Hindley, a assassina em série.

Escreveu dois livros, uma biografia de Colin Farrell -  Colin Farrell: Living Dangerously  - e Inside – relato das suas experiências como professora na prisão masculina de Wormwood Scrubs em  Londres.
J. Kelly participou de inúmeros shows com os Stuckistas e é fundadora do grupo Acton Stuckists. Em 1978, formou-se em História e Belas Artes na Universidade de Stirling.
Ela tem uma preocupação com o Holocausto, descrevendo-se como uma "pintora pós-holocausto". 
Além dos vários jornais em que colaborou,como  o  Walsall Observer, The Times, The Daily Telegraph, Daily Express, e  The Guardian , actualmente escreve regularmente em The Salisbury Review, um magazine conservador,  em geral sobre assuntos ligados à condição feminina. , e também para a revista The Spectator. e para o site The Conservative Woman.